# Un jour étincelant
Pour plus de détails, voir Fiche technique et Distribution.
Un jour étincelant (いつかギラギラする日, Itsuka giragirasuruhi) est un film japonais réalisé par Kinji Fukasaku, sorti en 1992.

## Synopsis
Kanzaki, Shiba et Imura constituent un trio de braqueurs de banques qui prépare un dernier coup.

## Fiche technique
- Titre : Un jour étincelant
- Titre original : 'いつかギラギラする日 ('Itsuka giragirasuruhi)
- Réalisation : Kinji Fukasaku
- Scénario : Shoichi Maruyama
- Photographie : Takeshi Hamada
- Montage : Akimasa Kawashima
- Production : Toshio Nabeshima et Kazuyoshi Okuyama
- Société de production : Bandai, Nippon Television Network et Shōchiku
- Pays :  Japon
- Genre : Drame et action
- Durée : 108 minutes
- Dates de sortie : 
  -  Japon : 12 septembre 1992

## Distribution
- Ken'ichi Hagiwara : Kanzaki
- Kazuya Kimura : Kadomachi
- Keiko Oginome : Mai
- Sonny Chiba : Shiba
- Yoshio Harada : Noji
- Renji Ishibashi : Imura
- Yumi Takigawa : Misato
- Kirin Kiki
- Nobuo Yana
- Rikiya Yasuoka

## Distinctions
Le film a été nommé pour sept Japan Academy Prizes.